# Aristosuchus
Genre
Espèce
Aristosuchus (Seeley, 1887), est un dinosaure découvert sur l'île de Wight en 1864 au large de la côte sud de l'Angleterre[réf. nécessaire]. Ce dinosaure carnivore était un charognard de 2 mètres de long[réf. nécessaire].
- Son nom signifie crocodile noble
- Époque: Crétacé inférieur
- Taille: 2 m
- Habitat: Angleterre, Roumanie
- Régime alimentaire: Carnivore

## Inventaire des fossiles retrouvé
- BMNH 178: sacrum, pubis[réf. nécessaire]